# Collegium Iuridicum w Poznaniu

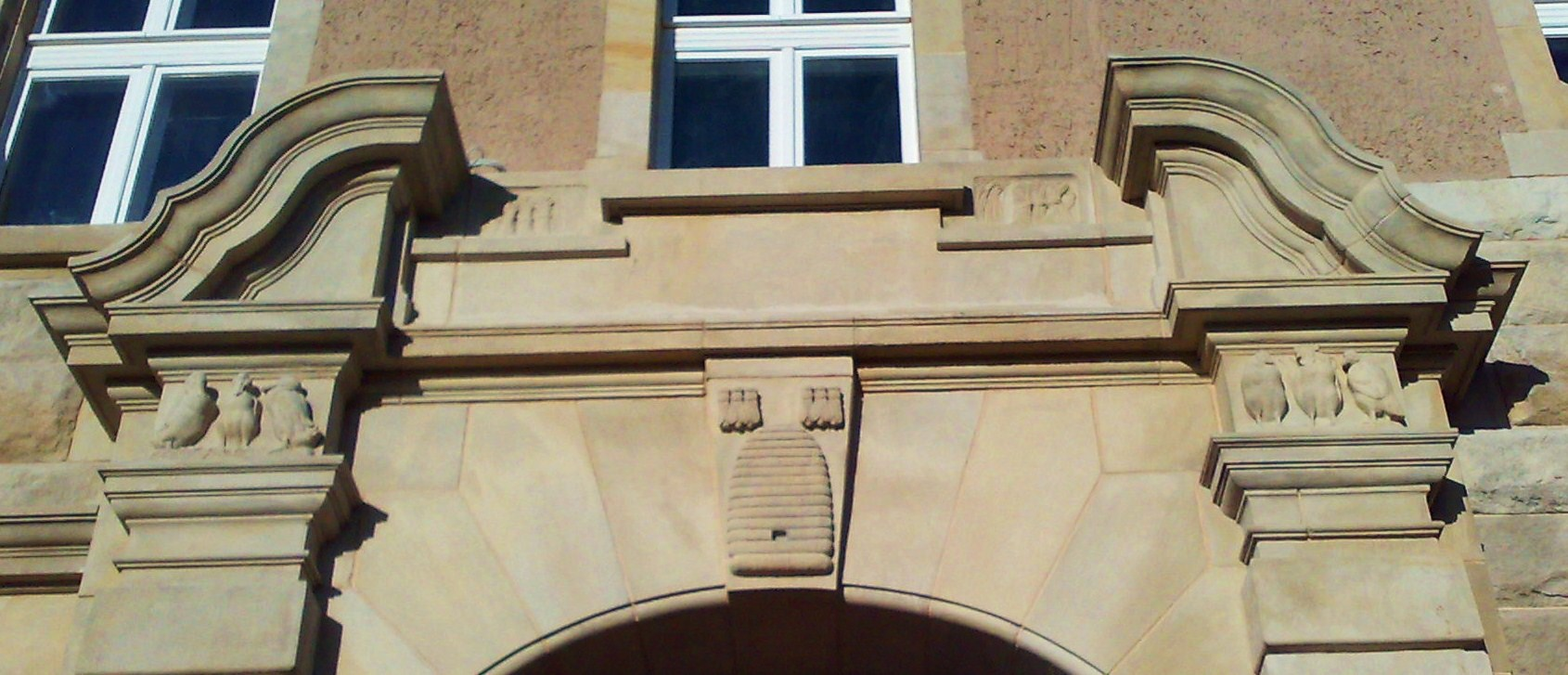
Detal – elementy wiejskie, jako pozostałość po Raiffeisenie

Collegium Iuridicum w Poznaniu – jeden z monumentalnych gmachów, zlokalizowanych w obrębie Dzielnicy Cesarskiej w Poznaniu, w bezpośrednim sąsiedztwie Kaponiery (ścisłe centrum miasta – ul. Święty Marcin 90). Stanowi siedzibę Wydziału Prawa i Administracjii UAM.

## Historia
Collegium Iuridicum to dawny Bank Spółek Raiffeisena z 1907, zaprojektowany przez berlińską firmę Hartmann & Schlenzig (z Wilmersdorfu). Pozostałością tych czasów są istniejące nadal płaskorzeźby nad głównym wejściem od ul. Święty Marcin, przedstawiające motywy wiejskie: kury, kaczki, snopki siana i duży ul słomiany – Reiffeisen wywodzi się z dawnych kas rolniczych. Na parterze znajdowała się sala operacyjna banku, wyżej mieszkania służbowe, a w suterenie funkcjonowała ogólnodostępna piwiarnia i winiarnia. 
Obiekt stylowo (neorenesans holenderski) nawiązuje do okolicznych zabudowań: Auli Uniwersyteckiej i Akademii Muzycznej (dawnego Domu Ewangelickiego). Koszt wzniesienia budynku wyniósł około 650.000 ówczesnych marek.
Po odzyskaniu niepodległości właścicielem gmachu został Krajowy Bank Spółdzielczy. Uchwałą z dnia 16 września 1934 roku pomieszczenia na I i II piętrze przydzielono Wydziałowi Prawno Ekonomicznemu.
Po wojnie budynek został przekazany Spółdzielni „Społem”, ale w 1949 roku przejęła go Milicja Obywatelska. W latach 1949–56 w budynku prawdopodobnie więziono 200 osób
Dopiero po  wystąpieniach poznańskich w czerwcu 1956 gmach zwrócono uniwersytetowi. 
Collegium Iuridicum stanowi jeden z najważniejszych i najbardziej rozpoznawalnych elementów panoramy Poznania od strony zachodniej, uwiecznianych na licznych pocztówkach i zdjęciach okolicznościowych.